# 全国高等学校野球選手権大会 (東京都勢)
全国高等学校野球選手権大会における東京都勢の成績について記す。

## 全国中等学校優勝野球大会
| 年度（大会）         | 代表校                           | 試合結果                 | 試合結果                          | 成績                     |
| -------------------- | -------------------------------- | ------------------------ | --------------------------------- | ------------------------ |
| 1915年（第1回大会）  | 早稲田実（初出場）               | 準々決勝                 | ○ 2 - 0 神戸二中                  | ベスト4                  |
| 1915年（第1回大会）  | 早稲田実（初出場）               | 準決勝                   | ● 1 - 3 秋田中                    | ベスト4                  |
| 1916年（第2回大会）  | 慶応普通部（関東・初出場）       | 1回戦                    | ○ 6 - 2 愛知四中                  | 優勝                     |
| 1916年（第2回大会）  | 慶応普通部（関東・初出場）       | 準々決勝                 | ○ 9 - 3 香川商                    | 優勝                     |
| 1916年（第2回大会）  | 慶応普通部（関東・初出場）       | 準決勝                   | ○ 7 - 3 和歌山中                  | 優勝                     |
| 1916年（第2回大会）  | 慶応普通部（関東・初出場）       | 決勝                     | ○ 6 - 2 市岡中                    | 優勝                     |
| 1917年（第3回大会）  | 慶応普通部（関東・2年連続2回目） | 1回戦                    | ○ 5 - 3 明星商                    | ベスト8                  |
| 1917年（第3回大会）  | 慶応普通部（関東・2年連続2回目） | 準々決勝                 | ● 1 - 2 盛岡中                    | ベスト8                  |
| 1918年（第4回大会）  | 慶応普通部（京浜・3年連続3回目） | （米騒動による大会中止） | （米騒動による大会中止）          | （米騒動による大会中止） |
| 1919年（第5回大会）  | 慶応普通部（京浜・4年連続4回目） | 1回戦                    | ○ 2 - 0 豊浦中                    | ベスト8                  |
| 1919年（第5回大会）  | 慶応普通部（京浜・4年連続4回目） | 準々決勝                 | ● 0 - 3 神戸一中                  | ベスト8                  |
| 1920年（第6回大会）  | 慶応普通部（京浜・5年連続5回目） | 準々決勝                 | ○ 4 - 2 長岡中                    | 準優勝                   |
| 1920年（第6回大会）  | 慶応普通部（京浜・5年連続5回目） | 準決勝                   | ○ 4x - 3 松山商（延長16回）       | 準優勝                   |
| 1920年（第6回大会）  | 慶応普通部（京浜・5年連続5回目） | 決勝                     | ● 0 - 17 関西学院中               | 準優勝                   |
| 1921年（第7回大会）  | 慶応普通部（京浜・6年連続6回目） | 2回戦                    | ● 5 - 6x 京都一商                 | 初戦敗退                 |
| 1922年（第8回大会）  | 早稲田実（京浜・7年ぶり2回目）   | 1回戦                    | ● 0 - 8 和歌山中                  | 初戦敗退                 |
| 1923年（第9回大会）  | 早稲田実（2年連続3回目）         | 1回戦                    | ○ 5 - 1 横浜商                    | ベスト8                  |
| 1923年（第9回大会）  | 早稲田実（2年連続3回目）         | 2回戦                    | ○ 6 - 4 愛知一中（延長11回）      | ベスト8                  |
| 1923年（第9回大会）  | 早稲田実（2年連続3回目）         | 準々決勝                 | ● 1 - 6 甲陽中                    | ベスト8                  |
| 1924年（第10回大会） | 早稲田実（3年連続4回目）         | 2回戦                    | ● 5 - 11 第一神港商               | 初戦敗退                 |
| 1925年（第11回大会） | 早稲田実（4年連続5回目）         | 2回戦                    | ○ 1 - 0 和歌山中                  | 準優勝                   |
| 1925年（第11回大会） | 早稲田実（4年連続5回目）         | 準々決勝                 | ○ 11 - 4 敦賀商                   | 準優勝                   |
| 1925年（第11回大会） | 早稲田実（4年連続5回目）         | 準決勝                   | ○ 4 - 3 第一神港商                | 準優勝                   |
| 1925年（第11回大会） | 早稲田実（4年連続5回目）         | 決勝                     | ● 3 - 5 高松商                    | 準優勝                   |
| 1926年（第12回大会） | 早稲田実（5年連続6回目）         | 1回戦                    | ○ 3 - 0 柳井中                    | 2回戦                    |
| 1926年（第12回大会） | 早稲田実（5年連続6回目）         | 2回戦                    | ● 2 - 9 静岡中                    | 2回戦                    |
| 1927年（第13回大会） | 早稲田実（6年連続7回目）         | 2回戦                    | ○ 5 - 4 静岡中                    | ベスト8                  |
| 1927年（第13回大会） | 早稲田実（6年連続7回目）         | 準々決勝                 | ● 7 - 8 愛知商（延長12回）        | ベスト8                  |
| 1928年（第14回大会） | 早稲田実（7年連続8回目）         | 1回戦                    | ● 3 - 6 鹿児島商                  | 初戦敗退                 |
| 1929年（第15回大会） | 慶応商工（初出場）               | 2回戦                    | ● 1 - 10 海草中                   | 初戦敗退                 |
| 1930年（第16回大会） | 慶応普通部（9年ぶり7回目）       | 1回戦                    | ● 3 - 4x 敦賀商（延長13回）       | 初戦敗退                 |
| 1931年（第17回大会） | 早稲田実（3年ぶり9回目）         | 1回戦                    | ● 3 - 4x 中京商                   | 初戦敗退                 |
| 1932年（第18回大会） | 早稲田実（2年連続10回目）        | 1回戦                    | ○ 8 - 1 秋田中（7回雨天コールド） | ベスト8                  |
| 1932年（第18回大会） | 早稲田実（2年連続10回目）        | 2回戦                    | ○ 1x - 0 和歌山中（延長11回）     | ベスト8                  |
| 1932年（第18回大会） | 早稲田実（2年連続10回目）        | 準々決勝                 | ● 0 - 8 松山商                    | ベスト8                  |
| 1933年（第19回大会） | 慶応商工（4年ぶり2回目）         | 1回戦                    | ● 0 - 6 明石中                    | 初戦敗退                 |
| 1934年（第20回大会） | 早稲田実（2年ぶり11回目）        | 1回戦                    | ● 3 - 4x 桐生中                   | 初戦敗退                 |
| 1935年（第21回大会） | 早稲田実（2年連続12回目）        | 2回戦                    | ○ 7 - 1 佐賀商                    | ベスト4                  |
| 1935年（第21回大会） | 早稲田実（2年連続12回目）        | 準々決勝                 | ○ 5 - 0 呉港中                    | ベスト4                  |
| 1935年（第21回大会） | 早稲田実（2年連続12回目）        | 準決勝                   | ● 3 - 4x 育英商                   | ベスト4                  |
| 1936年（第22回大会） | 早稲田実（3年連続13回目）        | 1回戦                    | ● 1 - 2x 育英商                   | 初戦敗退                 |
| 1937年（第23回大会） | 慶応商工（4年ぶり3回目）         | 1回戦                    | ○ 5 - 4 高崎商                    | 2回戦                    |
| 1937年（第23回大会） | 慶応商工（4年ぶり3回目）         | 2回戦                    | ● 1 - 2x 中京商（延長11回）       | 2回戦                    |
| 1938年（第24回大会） | 日大三中（初出場）               | 1回戦                    | ● 1 - 7 下関商                    | 初戦敗退                 |
| 1939年（第25回大会） | 早稲田実（3年ぶり14回目）        | 2回戦                    | ○ 10 - 5 青森中                   | ベスト8                  |
| 1939年（第25回大会） | 早稲田実（3年ぶり14回目）        | 準々決勝                 | ● 2 - 3 長野商                    | ベスト8                  |
| 1940年（第26回大会） | 日大三中（2年ぶり2回目）         | 1回戦                    | ○ 3 - 1 大分商（延長18回）        | ベスト8                  |
| 1940年（第26回大会） | 日大三中（2年ぶり2回目）         | 2回戦                    | ○ 3 - 1 高崎商                    | ベスト8                  |
| 1940年（第26回大会） | 日大三中（2年ぶり2回目）         | 準々決勝                 | ● 3 - 7 松本商                    | ベスト8                  |
| 1946年（第28回大会)  | 東京高師付中（初出場）           | 2回戦                    | ○ 7 - 1 小倉中                    | ベスト4                  |
| 1946年（第28回大会)  | 東京高師付中（初出場）           | 準々決勝                 | ○ 3 - 2 松本市中                  | ベスト4                  |
| 1946年（第28回大会)  | 東京高師付中（初出場）           | 準決勝                   | ● 1 - 9 浪華商                    | ベスト4                  |
| 1947年（第29回大会） | 慶応商工（10年ぶり4回目）        | 2回戦                    | ● 8 - 14 下関商                   | 初戦敗退                 |

## 全国高等学校野球選手権大会
| 年度（大会）          | 代表校                                         | 試合結果                                       | 試合結果                                       | 成績                                           |
| --------------------- | ---------------------------------------------- | ---------------------------------------------- | ---------------------------------------------- | ---------------------------------------------- |
| 1948年（第30回大会）  | 慶応（18年ぶり8回目）                          | 2回戦                                          | ● 0 - 10 西京商                                | 初戦敗退                                       |
| 1949年（第31回大会）  | 慶応（2年連続9回目）                           | 1回戦                                          | ● 2 - 13 小倉北                                | 初戦敗退                                       |
| 1950年（第32回大会）  | 明治（初出場）                                 | 2回戦                                          | ● 2 - 5 北海                                   | 初戦敗退                                       |
| 1951年（第33回大会）  | 早稲田実（12年ぶり15回目）                     | 1回戦                                          | ● 5 - 7 都島工                                 | 初戦敗退                                       |
| 1952年（第34回大会）  | 日大三（12年ぶり3回目）                        | 2回戦                                          | ○ 4 - 0 境                                     | ベスト8                                        |
| 1952年（第34回大会）  | 日大三（12年ぶり3回目）                        | 準々決勝                                       | ● 0 - 1 長崎商（延長11回）                     | ベスト8                                        |
| 1953年（第35回大会）  | 明治（3年ぶり2回目）                           | 1回戦                                          | ○ 5 - 0 甲南                                   | ベスト4                                        |
| 1953年（第35回大会）  | 明治（3年ぶり2回目）                           | 2回戦                                          | ○ 7 - 2 熊本                                   | ベスト4                                        |
| 1953年（第35回大会）  | 明治（3年ぶり2回目）                           | 準々決勝                                       | ○ 2 - 1 静岡商                                 | ベスト4                                        |
| 1953年（第35回大会）  | 明治（3年ぶり2回目）                           | 準決勝                                         | ● 0 - 2 松山商                                 | ベスト4                                        |
| 1954年（第36回大会）  | 早稲田実（3年ぶり16回目）                      | 1回戦                                          | ○ 5 - 0 小倉                                   | ベスト8                                        |
| 1954年（第36回大会）  | 早稲田実（3年ぶり16回目）                      | 2回戦                                          | ○ 3 - 1 米子東                                 | ベスト8                                        |
| 1954年（第36回大会）  | 早稲田実（3年ぶり16回目）                      | 準々決勝                                       | ● 4 - 5x 高知商                                | ベスト8                                        |
| 1955年（第37回大会）  | 日大三（3年ぶり4回目）                         | 1回戦                                          | ○ 1 - 0 市神戸商                               | ベスト8                                        |
| 1955年（第37回大会）  | 日大三（3年ぶり4回目）                         | 2回戦                                          | ○ 10 - 4 桐生                                  | ベスト8                                        |
| 1955年（第37回大会）  | 日大三（3年ぶり4回目）                         | 準々決勝                                       | ● 1 - 10 坂出商                                | ベスト8                                        |
| 1956年（第38回大会）  | 早稲田実（2年ぶり17回目）                      | 1回戦                                          | ○ 2 - 1 新宮                                   | 2回戦                                          |
| 1956年（第38回大会）  | 早稲田実（2年ぶり17回目）                      | 2回戦                                          | ● 1 - 8 岐阜商                                 | 2回戦                                          |
| 1957年（第39回大会）  | 早稲田実（2年連続18回目）                      | 2回戦                                          | ○ 1 - 0 寝屋川（延長11回）                     | ベスト8                                        |
| 1957年（第39回大会）  | 早稲田実（2年連続18回目）                      | 準々決勝                                       | ● 1 - 2 法政二                                 | ベスト8                                        |
| 1958年（第40回大会）  | 明治（5年ぶり3回目）                           | 1回戦                                          | ○ 3 - 1 倉敷商                                 | 2回戦                                          |
| 1958年（第40回大会）  | 明治（5年ぶり3回目）                           | 2回戦                                          | ● 6 - 7 魚津                                   | 2回戦                                          |
| 1959年（第41回大会）  | 日大二（初出場）                               | 1回戦                                          | ○ 2 - 0 戸畑                                   | ベスト8                                        |
| 1959年（第41回大会）  | 日大二（初出場）                               | 2回戦                                          | ○ 3 - 1 静岡商（延長11回）                     | ベスト8                                        |
| 1959年（第41回大会）  | 日大二（初出場）                               | 準々決勝                                       | ● 2 - 3 東北                                   | ベスト8                                        |
| 1960年（第42回大会）  | 早稲田実（3年ぶり19回目）                      | 2回戦                                          | ○ 2 - 1 赤穂                                   | ベスト8                                        |
| 1960年（第42回大会）  | 早稲田実（3年ぶり19回目）                      | 準々決勝                                       | ● 0 - 8 法政二                                 | ベスト8                                        |
| 1961年（第43回大会）  | 法政一（初出場）                               | 1回戦                                          | ● 1 - 2x 銚子商（延長12回）                    | 初戦敗退                                       |
| 1962年（第44回大会）  | 日大三（7年ぶり5回目）                         | 1回戦                                          | ○ 2 - 0 徳島商                                 | ベスト8                                        |
| 1962年（第44回大会）  | 日大三（7年ぶり5回目）                         | 2回戦                                          | ○ 5 - 2 PL学園                                 | ベスト8                                        |
| 1962年（第44回大会）  | 日大三（7年ぶり5回目）                         | 準々決勝                                       | ● 4 - 6 西条                                   | ベスト8                                        |
| 1963年（第45回大会）  | 日大一（初出場）                               | 1回戦                                          | ● 2 - 9 徳島商                                 | 初戦敗退                                       |
| 1964年（第46回大会）  | 修徳（初出場）                                 | 2回戦                                          | ● 3 - 4 海南                                   | 初戦敗退                                       |
| 1965年（第47回大会）  | 日大二（6年ぶり2回目）                         | 1回戦                                          | ○ 4 - 0 岡山東商                               | 2回戦                                          |
| 1965年（第47回大会）  | 日大二（6年ぶり2回目）                         | 2回戦                                          | ● 3 - 5 秋田                                   | 2回戦                                          |
| 1966年（第48回大会）  | 修徳（2年ぶり2回目）                           | 1回戦                                          | ● 0 - 3 鳴門                                   | 初戦敗退                                       |
| 1967年（第49回大会）  | 堀越（初出場）                                 | 1回戦                                          | ● 1 - 3 習志野                                 | 初戦敗退                                       |
| 1968年（第50回大会）  | 日大一（5年ぶり2回目）                         | 2回戦                                          | ● 3 - 6 星林                                   | 初戦敗退                                       |
| 1969年（第51回大会）  | 日大一（2年連続3回目）                         | 1回戦                                          | ○ 3 - 1 東洋大姫路                             | 2回戦                                          |
| 1969年（第51回大会）  | 日大一（2年連続3回目）                         | 2回戦                                          | ● 1 - 3 静岡商                                 | 2回戦                                          |
| 1970年（第52回大会）  | 日大一（3年連続4回目）                         | 1回戦                                          | ○ 2 - 1 都城                                   | 2回戦                                          |
| 1970年（第52回大会）  | 日大一（3年連続4回目）                         | 2回戦                                          | ● 2 - 5 大分商                                 | 2回戦                                          |
| 1971年（第53回大会）  | 日大一（4年連続5回目）                         | 2回戦                                          | ● 0 - 1 磐城                                   | 初戦敗退                                       |
| 1972年（第54回大会）  | 日大桜丘（初出場）                             | 1回戦                                          | ● 2 - 4 高知商（延長11回）                     | 初戦敗退                                       |
| 1973年（第55回大会）  | 日大一（2年ぶり6回目）                         | 1回戦                                          | ● 1 - 7 今治西                                 | 初戦敗退                                       |
| 1974年（第56回大会）  | 城西（東東京・初出場）                         | 2回戦                                          | ○ 3 - 0 佐世保工                               | 3回戦                                          |
| 1974年（第56回大会）  | 城西（東東京・初出場）                         | 3回戦                                          | ● 2 - 5 郡山                                   | 3回戦                                          |
| 1974年（第56回大会）  | 佼成学園（西東京・初出場）                     | 2回戦                                          | ● 0 - 1 鹿児島実                               | 初戦敗退                                       |
| 1975年（第57回大会）  | 早稲田実（東東京・15年ぶり20回目）             | 1回戦                                          | ● 0 - 5 中京商                                 | 初戦敗退                                       |
| 1975年（第57回大会）  | 堀越（西東京・8年ぶり2回目）                   | 2回戦                                          | ● 0 - 9 天理                                   | 初戦敗退                                       |
| 1976年（第58回大会）  | 日体荏原（東東京・初出場）                     | 2回戦                                          | ● 0 - 1 星稜                                   | 初戦敗退                                       |
| 1976年（第58回大会）  | 桜美林（西東京・初出場）                       | 2回戦                                          | ○ 4 - 0 日大山形                               | 優勝                                           |
| 1976年（第58回大会）  | 桜美林（西東京・初出場）                       | 3回戦                                          | ○ 3 - 2 市神港                                 | 優勝                                           |
| 1976年（第58回大会）  | 桜美林（西東京・初出場）                       | 準々決勝                                       | ○ 4 - 2 銚子商                                 | 優勝                                           |
| 1976年（第58回大会）  | 桜美林（西東京・初出場）                       | 準決勝                                         | ○ 4 - 1 星稜                                   | 優勝                                           |
| 1976年（第58回大会）  | 桜美林（西東京・初出場）                       | 決勝                                           | ○ 4x - 3 PL学園（延長11回）                    | 優勝                                           |
| 1977年（第59回大会）  | 早稲田実（東東京・2年ぶり21回目）              | 2回戦                                          | ○ 4 - 1 桜美林                                 | ベスト8                                        |
| 1977年（第59回大会）  | 早稲田実（東東京・2年ぶり21回目）              | 3回戦                                          | ○ 10 - 2 柳井商                                | ベスト8                                        |
| 1977年（第59回大会）  | 早稲田実（東東京・2年ぶり21回目）              | 準々決勝                                       | ● 1 - 11 今治西                                | ベスト8                                        |
| 1977年（第59回大会）  | 桜美林（西東京・2年連続2回目）                 | 2回戦                                          | ● 1 - 4 早稲田実                               | 初戦敗退                                       |
| 1978年（第60回大会）  | 早稲田実（東東京・2年連続22回目）              | 1回戦                                          | ● 2 - 3 倉吉北                                 | 初戦敗退                                       |
| 1978年（第60回大会）  | 日大二（西東京・13年ぶり3回目）                | 2回戦                                          | ● 0 - 1x 東筑（延長13回）                      | 初戦敗退                                       |
| 1979年（第61回大会）  | 城西（東東京・5年ぶり2回目）                   | 1回戦                                          | ○ 4x - 3 敦賀                                  | ベスト8                                        |
| 1979年（第61回大会）  | 城西（東東京・5年ぶり2回目）                   | 2回戦                                          | ○ 9 - 4 済々黌                                 | ベスト8                                        |
| 1979年（第61回大会）  | 城西（東東京・5年ぶり2回目）                   | 3回戦                                          | ○ 2x - 1 浜田（延長10回）                      | ベスト8                                        |
| 1979年（第61回大会）  | 城西（東東京・5年ぶり2回目）                   | 準々決勝                                       | ● 1 - 4 箕島                                   | ベスト8                                        |
| 1979年（第61回大会）  | 日大三（西東京・17年ぶり6回目）                | 1回戦                                          | ● 4 - 5 天理                                   | 初戦敗退                                       |
| 1980年（第62回大会）  | 早稲田実（東東京・2年ぶり23回目）              | 1回戦                                          | ○ 6 - 0 北陽                                   | 準優勝                                         |
| 1980年（第62回大会）  | 早稲田実（東東京・2年ぶり23回目）              | 2回戦                                          | ○ 1 - 0 東宇治                                 | 準優勝                                         |
| 1980年（第62回大会）  | 早稲田実（東東京・2年ぶり23回目）              | 3回戦                                          | ○ 2 - 0 札幌商                                 | 準優勝                                         |
| 1980年（第62回大会）  | 早稲田実（東東京・2年ぶり23回目）              | 準々決勝                                       | ○ 3 - 0 興南                                   | 準優勝                                         |
| 1980年（第62回大会）  | 早稲田実（東東京・2年ぶり23回目）              | 準決勝                                         | ○ 8 - 0 瀬田工                                 | 準優勝                                         |
| 1980年（第62回大会）  | 早稲田実（東東京・2年ぶり23回目）              | 決勝                                           | ● 3 - 6 横浜                                   | 準優勝                                         |
| 1980年（第62回大会）  | 国立（西東京・初出場）                         | 1回戦                                          | ● 0 - 5 箕島                                   | 初戦敗退                                       |
| 1981年（第63回大会）  | 早稲田実（東東京・2年連続24回目）              | 1回戦                                          | ○ 4 - 0 高知                                   | 3回戦                                          |
| 1981年（第63回大会）  | 早稲田実（東東京・2年連続24回目）              | 2回戦                                          | ○ 5 - 0 鳥取西                                 | 3回戦                                          |
| 1981年（第63回大会）  | 早稲田実（東東京・2年連続24回目）              | 3回戦                                          | ● 4 - 5x 報徳学園（延長10回）                  | 3回戦                                          |
| 1981年（第63回大会）  | 國學院久我山（西東京・初出場）                 | 2回戦                                          | ● 2 - 3 今治西                                 | 初戦敗退                                       |
| 1982年（第64回大会）  | 早稲田実（東東京・3年連続25回目）              | 1回戦                                          | ○ 12 - 0 宇治                                  | ベスト8                                        |
| 1982年（第64回大会）  | 早稲田実（東東京・3年連続25回目）              | 2回戦                                          | ○ 10 - 1 星稜                                  | ベスト8                                        |
| 1982年（第64回大会）  | 早稲田実（東東京・3年連続25回目）              | 3回戦                                          | ○ 6 - 3 東海大甲府                             | ベスト8                                        |
| 1982年（第64回大会）  | 早稲田実（東東京・3年連続25回目）              | 準々決勝                                       | ● 2 - 14 池田                                  | ベスト8                                        |
| 1982年（第64回大会）  | 日大二（西東京・4年ぶり4回目）                 | 1回戦                                          | ○ 9 - 6 八幡大付                               | 2回戦                                          |
| 1982年（第64回大会）  | 日大二（西東京・4年ぶり4回目）                 | 2回戦                                          | ● 3 - 4 池田                                   | 2回戦                                          |
| 1983年（第65回大会）  | 帝京（東東京・初出場）                         | 2回戦                                          | ● 5 - 6x 宇部商                                | 初戦敗退                                       |
| 1983年（第65回大会）  | 創価（西東京・初出場）                         | 1回戦                                          | ● 0 - 2 東山                                   | 初戦敗退                                       |
| 1984年（第66回大会）  | 日大一（東東京・11年ぶり7回目）                | 1回戦                                          | ○ 3 - 2 益田東                                 | 2回戦                                          |
| 1984年（第66回大会）  | 日大一（東東京・11年ぶり7回目）                | 2回戦                                          | ● 1 - 2 東北                                   | 2回戦                                          |
| 1984年（第66回大会）  | 法政一（西東京・23年ぶり2回目）                | 1回戦                                          | ○ 1x - 0 境                                    | 3回戦                                          |
| 1984年（第66回大会）  | 法政一（西東京・23年ぶり2回目）                | 2回戦                                          | ○ 5 - 3 上尾                                   | 3回戦                                          |
| 1984年（第66回大会）  | 法政一（西東京・23年ぶり2回目）                | 3回戦                                          | ● 1 - 2 鎮西（延長10回）                       | 3回戦                                          |
| 1985年（第67回大会）  | 関東一（東東京・初出場）                       | 1回戦                                          | ○ 12 - 1 花園                                  | ベスト8                                        |
| 1985年（第67回大会）  | 関東一（東東京・初出場）                       | 2回戦                                          | ○ 4 - 3 國學院栃木                             | ベスト8                                        |
| 1985年（第67回大会）  | 関東一（東東京・初出場）                       | 3回戦                                          | ○ 4 - 0 日立一                                 | ベスト8                                        |
| 1985年（第67回大会）  | 関東一（東東京・初出場）                       | 準々決勝                                       | ● 7 - 8 東海大甲府                             | ベスト8                                        |
| 1985年（第67回大会）  | 日大三（西東京・6年ぶり7回目）                 | 1回戦                                          | ● 4 - 7 鳥取西                                 | 初戦敗退                                       |
| 1986年（第68回大会）  | 正則学園（東東京・初出場）                     | 1回戦                                          | ● 1 - 4 広島工                                 | 初戦敗退                                       |
| 1986年（第68回大会）  | 東亜学園（西東京・初出場）                     | 2回戦                                          | ● 1 - 3 米子東                                 | 初戦敗退                                       |
| 1987年（第69回大会）  | 帝京（東東京・4年ぶり2回目）                   | 1回戦                                          | ○ 6 - 1 明石                                   | ベスト4                                        |
| 1987年（第69回大会）  | 帝京（東東京・4年ぶり2回目）                   | 2回戦                                          | ○ 3 - 0 東北                                   | ベスト4                                        |
| 1987年（第69回大会）  | 帝京（東東京・4年ぶり2回目）                   | 3回戦                                          | ○ 3 - 0 横浜商                                 | ベスト4                                        |
| 1987年（第69回大会）  | 帝京（東東京・4年ぶり2回目）                   | 準々決勝                                       | ○ 5 - 0 関西                                   | ベスト4                                        |
| 1987年（第69回大会）  | 帝京（東東京・4年ぶり2回目）                   | 準決勝                                         | ● 5 - 12 PL学園                                | ベスト4                                        |
| 1987年（第69回大会）  | 東亜学園（西東京・2年連続2回目）               | 1回戦                                          | ○ 2 - 1 伊野商                                 | ベスト4                                        |
| 1987年（第69回大会）  | 東亜学園（西東京・2年連続2回目）               | 2回戦                                          | ○ 3 - 2 金沢                                   | ベスト4                                        |
| 1987年（第69回大会）  | 東亜学園（西東京・2年連続2回目）               | 3回戦                                          | ○ 3 - 0 延岡工                                 | ベスト4                                        |
| 1987年（第69回大会）  | 東亜学園（西東京・2年連続2回目）               | 準々決勝                                       | ○ 3 - 0 北嵯峨                                 | ベスト4                                        |
| 1987年（第69回大会）  | 東亜学園（西東京・2年連続2回目）               | 準決勝                                         | ● 1 - 2x 常総学院（延長10回）                  | ベスト4                                        |
| 1988年（第70回大会）  | 日大一（東東京・4年ぶり8回目）                 | 2回戦                                          | ○ 5 - 4 熊本工                                 | 3回戦                                          |
| 1988年（第70回大会）  | 日大一（東東京・4年ぶり8回目）                 | 3回戦                                          | ● 1 - 12 広島商                                | 3回戦                                          |
| 1988年（第70回大会）  | 堀越（西東京・13年ぶり3回目）                  | 1回戦                                          | ○ 4 - 1 高野山                                 | 2回戦                                          |
| 1988年（第70回大会）  | 堀越（西東京・13年ぶり3回目）                  | 2回戦                                          | ● 1 - 8 天理                                   | 2回戦                                          |
| 1989年（第71回大会）  | 帝京（東東京・2年ぶり3回目）                   | 2回戦                                          | ○ 3 - 0 米子東                                 | 優勝                                           |
| 1989年（第71回大会）  | 帝京（東東京・2年ぶり3回目）                   | 3回戦                                          | ○ 10 - 1 桜ヶ丘                                | 優勝                                           |
| 1989年（第71回大会）  | 帝京（東東京・2年ぶり3回目）                   | 準々決勝                                       | ○ 11 - 0 海星                                  | 優勝                                           |
| 1989年（第71回大会）  | 帝京（東東京・2年ぶり3回目）                   | 準決勝                                         | ○ 4 - 0 秋田経法大付                           | 優勝                                           |
| 1989年（第71回大会）  | 帝京（東東京・2年ぶり3回目）                   | 決勝                                           | ○ 2 - 0 仙台育英（延長10回）                   | 優勝                                           |
| 1989年（第71回大会）  | 東亜学園（西東京・2年ぶり3回目）               | 1回戦                                          | ○ 2 - 0 土佐                                   | 2回戦                                          |
| 1989年（第71回大会）  | 東亜学園（西東京・2年ぶり3回目）               | 2回戦                                          | ● 0 - 1 上宮                                   | 2回戦                                          |
| 1990年（第72回大会）  | 関東一（東東京・5年ぶり2回目）                 | 1回戦                                          | ● 3 - 5 平安                                   | 初戦敗退                                       |
| 1990年（第72回大会）  | 日大鶴ヶ丘（西東京・初出場）                   | 2回戦                                          | ○ 7 - 3 星稜                                   | ベスト8                                        |
| 1990年（第72回大会）  | 日大鶴ヶ丘（西東京・初出場）                   | 3回戦                                          | ○ 5 - 3 徳島商（延長10回）                     | ベスト8                                        |
| 1990年（第72回大会）  | 日大鶴ヶ丘（西東京・初出場）                   | 準々決勝                                       | ● 2 - 4 山陽                                   | ベスト8                                        |
| 1991年（第73回大会）  | 帝京（東東京・2年ぶり4回目）                   | 1回戦                                          | ○ 6 - 5 福井                                   | ベスト8                                        |
| 1991年（第73回大会）  | 帝京（東東京・2年ぶり4回目）                   | 2回戦                                          | ○ 13 - 0 坂出商                                | ベスト8                                        |
| 1991年（第73回大会）  | 帝京（東東京・2年ぶり4回目）                   | 3回戦                                          | ○ 8x - 6 池田（延長10回）                      | ベスト8                                        |
| 1991年（第73回大会）  | 帝京（東東京・2年ぶり4回目）                   | 準々決勝                                       | ● 2 - 11 大阪桐蔭                              | ベスト8                                        |
| 1991年（第73回大会）  | 國學院久我山（西東京・10年ぶり2回目）          | 1回戦                                          | ● 4 - 5 池田（延長10回）                       | 初戦敗退                                       |
| 1992年（第74回大会）  | 帝京（東東京・2年連続5回目）                   | 1回戦                                          | ● 0 - 1 尽誠学園                               | 初戦敗退                                       |
| 1992年（第74回大会）  | 創価（西東京・9年ぶり2回目）                   | 1回戦                                          | ● 3 - 4 熊本工                                 | 初戦敗退                                       |
| 1993年（第75回大会）  | 修徳（東東京・27年ぶり3回目）                  | 1回戦                                          | ○ 2 - 0 岡山南                                 | ベスト8                                        |
| 1993年（第75回大会）  | 修徳（東東京・27年ぶり3回目）                  | 2回戦                                          | ○ 2 - 0 甲府工                                 | ベスト8                                        |
| 1993年（第75回大会）  | 修徳（東東京・27年ぶり3回目）                  | 3回戦                                          | ○ 4x - 3 東海大四（延長11回）                  | ベスト8                                        |
| 1993年（第75回大会）  | 修徳（東東京・27年ぶり3回目）                  | 準々決勝                                       | ● 1 - 8 育英                                   | ベスト8                                        |
| 1993年（第75回大会）  | 堀越（西東京・5年ぶり4回目）                   | 1回戦                                          | ○ 1 - 0 西条農                                 | 2回戦                                          |
| 1993年（第75回大会）  | 堀越（西東京・5年ぶり4回目）                   | 2回戦                                          | ● 0 - 3 鹿児島商工（8回降雨コールド）          | 2回戦                                          |
| 1994年（第76回大会）  | 関東一（東東京・4年ぶり3回目）                 | 1回戦                                          | ● 0 - 2 長崎北陽台                             | 初戦敗退                                       |
| 1994年（第76回大会）  | 創価（西東京・2年ぶり3回目）                   | 1回戦                                          | ○ 3 - 2 星稜                                   | 3回戦                                          |
| 1994年（第76回大会）  | 創価（西東京・2年ぶり3回目）                   | 2回戦                                          | ○ 3 - 2 東農大二                               | 3回戦                                          |
| 1994年（第76回大会）  | 創価（西東京・2年ぶり3回目）                   | 3回戦                                          | ● 0 - 5 柳ヶ浦                                 | 3回戦                                          |
| 1995年（第77回大会）  | 帝京（東東京・3年ぶり6回目）                   | 2回戦                                          | ○ 2x - 1 日南学園                              | 優勝                                           |
| 1995年（第77回大会）  | 帝京（東東京・3年ぶり6回目）                   | 3回戦                                          | ○ 8 - 6 東海大山形                             | 優勝                                           |
| 1995年（第77回大会）  | 帝京（東東京・3年ぶり6回目）                   | 準々決勝                                       | ○ 8 - 3 創価                                   | 優勝                                           |
| 1995年（第77回大会）  | 帝京（東東京・3年ぶり6回目）                   | 準決勝                                         | ○ 2 - 0 敦賀気比                               | 優勝                                           |
| 1995年（第77回大会）  | 帝京（東東京・3年ぶり6回目）                   | 決勝                                           | ○ 3 - 1 星稜                                   | 優勝                                           |
| 1995年（第77回大会）  | 創価（西東京・2年連続4回目）                   | 2回戦                                          | ○ 4 - 2 京都成章                               | ベスト8                                        |
| 1995年（第77回大会）  | 創価（西東京・2年連続4回目）                   | 3回戦                                          | ○ 6 - 0 下関商                                 | ベスト8                                        |
| 1995年（第77回大会）  | 創価（西東京・2年連続4回目）                   | 準々決勝                                       | ● 3 - 8 帝京                                   | ベスト8                                        |
| 1996年（第78回大会）  | 早稲田実（東東京・14年ぶり26回目）             | 1回戦                                          | ○ 6 - 1 近江                                   | 2回戦                                          |
| 1996年（第78回大会）  | 早稲田実（東東京・14年ぶり26回目）             | 2回戦                                          | ● 3 - 4x 海星                                  | 2回戦                                          |
| 1996年（第78回大会）  | 東海大菅生（西東京・初出場）                   | 1回戦                                          | ○ 8 - 7 益田東                                 | 2回戦                                          |
| 1996年（第78回大会）  | 東海大菅生（西東京・初出場）                   | 2回戦                                          | ● 5 - 6 松山商                                 | 2回戦                                          |
| 1997年（第79回大会）  | 岩倉（東東京・初出場）                         | 1回戦                                          | ● 2 - 9 浦添商                                 | 初戦敗退                                       |
| 1997年（第79回大会）  | 堀越（西東京・4年ぶり5回目）                   | 1回戦                                          | ● 0 - 1 敦賀気比                               | 初戦敗退                                       |
| 1998年（第80回大会）  | 帝京（東東京・3年ぶり7回目）                   | 2回戦                                          | ○ 4 - 1 長崎日大                               | 3回戦                                          |
| 1998年（第80回大会）  | 帝京（東東京・3年ぶり7回目）                   | 3回戦                                          | ● 2 - 3 浜田                                   | 3回戦                                          |
| 1998年（第80回大会）  | 桜美林（西東京・21年ぶり3回目）                | 1回戦                                          | ○ 5 - 0 敦賀気比                               | 3回戦                                          |
| 1998年（第80回大会）  | 桜美林（西東京・21年ぶり3回目）                | 2回戦                                          | ○ 4x - 3 智弁学園                              | 3回戦                                          |
| 1998年（第80回大会）  | 桜美林（西東京・21年ぶり3回目）                | 3回戦                                          | ● 1 - 5 京都成章                               | 3回戦                                          |
| 1999年（第81回大会）  | 城東（東東京・初出場）                         | 2回戦                                          | ● 2 - 5 智弁和歌山                             | 初戦敗退                                       |
| 1999年（第81回大会）  | 日大三（西東京・14年ぶり8回目）                | 1回戦                                          | ● 0 - 5 長崎日大                               | 初戦敗退                                       |
| 2000年（第82回大会）  | 日大豊山（東東京・初出場）                     | 2回戦                                          | ○ 6 - 0 中津工                                 | 3回戦                                          |
| 2000年（第82回大会）  | 日大豊山（東東京・初出場）                     | 3回戦                                          | ● 2 - 6 東海大浦安                             | 3回戦                                          |
| 2000年（第82回大会）  | 東海大菅生（西東京・4年ぶり2回目）             | 1回戦                                          | ● 4 - 5 岡山理大付                             | 初戦敗退                                       |
| 2001年（第83回大会）  | 城東（東東京・2年ぶり2回目）                   | 2回戦                                          | ● 2 - 4 神埼                                   | 初戦敗退                                       |
| 2001年（第83回大会）  | 日大三（西東京・2年ぶり9回目）                 | 1回戦                                          | ○ 11 - 7 樟南                                  | 優勝                                           |
| 2001年（第83回大会）  | 日大三（西東京・2年ぶり9回目）                 | 2回戦                                          | ○ 11 - 4 花咲徳栄                              | 優勝                                           |
| 2001年（第83回大会）  | 日大三（西東京・2年ぶり9回目）                 | 3回戦                                          | ○ 7 - 1 日本航空                               | 優勝                                           |
| 2001年（第83回大会）  | 日大三（西東京・2年ぶり9回目）                 | 準々決勝                                       | ○ 9 - 2 明豊                                   | 優勝                                           |
| 2001年（第83回大会）  | 日大三（西東京・2年ぶり9回目）                 | 準決勝                                         | ○ 7x - 6 横浜                                  | 優勝                                           |
| 2001年（第83回大会）  | 日大三（西東京・2年ぶり9回目）                 | 決勝                                           | ○ 5 - 2 近江                                   | 優勝                                           |
| 2002年（第84回大会）  | 帝京（東東京・4年ぶり8回目）                   | 1回戦                                          | ○ 11 - 8 中部商                                | ベスト4                                        |
| 2002年（第84回大会）  | 帝京（東東京・4年ぶり8回目）                   | 2回戦                                          | ○ 5 - 0 光泉                                   | ベスト4                                        |
| 2002年（第84回大会）  | 帝京（東東京・4年ぶり8回目）                   | 3回戦                                          | ○ 17 - 7 福井                                  | ベスト4                                        |
| 2002年（第84回大会）  | 帝京（東東京・4年ぶり8回目）                   | 準々決勝                                       | ○ 5 - 4 尽誠学園                               | ベスト4                                        |
| 2002年（第84回大会）  | 帝京（東東京・4年ぶり8回目）                   | 準決勝                                         | ● 1 - 6 智弁和歌山                             | ベスト4                                        |
| 2002年（第84回大会）  | 桜美林（西東京・4年ぶり4回目）                 | 1回戦                                          | ○ 6 - 1 倉吉北                                 | 2回戦                                          |
| 2002年（第84回大会）  | 桜美林（西東京・4年ぶり4回目）                 | 2回戦                                          | ● 0 - 5 桐光学園                               | 2回戦                                          |
| 2003年（第85回大会）  | 雪谷（東東京・初出場）                         | 1回戦                                          | ● 1 - 13 PL学園                                | 初戦敗退                                       |
| 2003年（第85回大会）  | 日大三（西東京・2年ぶり10回目）                | 1回戦                                          | ● 1 - 8 平安                                   | 初戦敗退                                       |
| 2004年（第86回大会）  | 修徳（東東京・11年ぶり4回目）                  | 2回戦                                          | ○ 1 - 0 鹿児島実                               | ベスト8                                        |
| 2004年（第86回大会）  | 修徳（東東京・11年ぶり4回目）                  | 3回戦                                          | ○ 2 - 0 酒田南                                 | ベスト8                                        |
| 2004年（第86回大会）  | 修徳（東東京・11年ぶり4回目）                  | 準々決勝                                       | ● 2 - 4 千葉経大付                             | ベスト8                                        |
| 2004年（第86回大会）  | 日大三（西東京・2年連続11回目）                | 2回戦                                          | ○ 8 - 5 PL学園                                 | 3回戦                                          |
| 2004年（第86回大会）  | 日大三（西東京・2年連続11回目）                | 3回戦                                          | ● 6 - 7 駒大苫小牧                             | 3回戦                                          |
| 2005年（第87回大会）  | 国士舘（東東京・初出場）                       | 1回戦                                          | ○ 7 - 3 天理（延長10回）                       | 2回戦                                          |
| 2005年（第87回大会）  | 国士舘（東東京・初出場）                       | 2回戦                                          | ● 0 - 3 青森山田                               | 2回戦                                          |
| 2005年（第87回大会）  | 日大三（西東京・3年連続12回目）                | 2回戦                                          | ○ 6 - 2 高知                                   | ベスト8                                        |
| 2005年（第87回大会）  | 日大三（西東京・3年連続12回目）                | 3回戦                                          | ○ 9 - 6 前橋商                                 | ベスト8                                        |
| 2005年（第87回大会）  | 日大三（西東京・3年連続12回目）                | 準々決勝                                       | ● 3 - 5 宇部商                                 | ベスト8                                        |
| 2006年（第88回大会）  | 帝京（東東京・4年ぶり9回目）                   | 2回戦                                          | ○ 10 - 2 如水館                                | ベスト8                                        |
| 2006年（第88回大会）  | 帝京（東東京・4年ぶり9回目）                   | 3回戦                                          | ○ 5 - 4 福岡工大城東（延長10回）               | ベスト8                                        |
| 2006年（第88回大会）  | 帝京（東東京・4年ぶり9回目）                   | 準々決勝                                       | ● 12 - 13x 智弁和歌山                          | ベスト8                                        |
| 2006年（第88回大会）  | 早稲田実（西東京・10年ぶり27回目）             | 1回戦                                          | ○ 13 - 1 鶴崎工                                | 優勝                                           |
| 2006年（第88回大会）  | 早稲田実（西東京・10年ぶり27回目）             | 2回戦                                          | ○ 11 - 2 大阪桐蔭                              | 優勝                                           |
| 2006年（第88回大会）  | 早稲田実（西東京・10年ぶり27回目）             | 3回戦                                          | ○ 7 - 1 福井商                                 | 優勝                                           |
| 2006年（第88回大会）  | 早稲田実（西東京・10年ぶり27回目）             | 準々決勝                                       | ○ 5 - 2 日大山形                               | 優勝                                           |
| 2006年（第88回大会）  | 早稲田実（西東京・10年ぶり27回目）             | 準決勝                                         | ○ 5 - 0 鹿児島工                               | 優勝                                           |
| 2006年（第88回大会）  | 早稲田実（西東京・10年ぶり27回目）             | 決勝                                           | △ 1 - 1 駒大苫小牧（延長15回）                 | 優勝                                           |
| 2006年（第88回大会）  | 早稲田実（西東京・10年ぶり27回目）             | 決勝                                           | ○ 4 - 3 駒大苫小牧（再試合）                   | 優勝                                           |
| 2007年（第89回大会）  | 帝京（東東京・2年連続10回目）                  | 1回戦                                          | ○ 7 - 1 駒大岩見沢                             | ベスト8                                        |
| 2007年（第89回大会）  | 帝京（東東京・2年連続10回目）                  | 2回戦                                          | ○ 9 - 2 神村学園                               | ベスト8                                        |
| 2007年（第89回大会）  | 帝京（東東京・2年連続10回目）                  | 3回戦                                          | ○ 6 - 0 智弁学園                               | ベスト8                                        |
| 2007年（第89回大会）  | 帝京（東東京・2年連続10回目）                  | 準々決勝                                       | ● 3 - 4x 佐賀北（延長13回）                    | ベスト8                                        |
| 2007年（第89回大会）  | 創価（西東京・12年ぶり5回目）                  | 1回戦                                          | ○ 3 - 1 愛工大名電                             | 2回戦                                          |
| 2007年（第89回大会）  | 創価（西東京・12年ぶり5回目）                  | 2回戦                                          | ● 3 - 5 大垣日大                               | 2回戦                                          |
| 2008年（第90回大会）  | 関東一（東東京・14年ぶり4回目）                | 1回戦                                          | ○ 13 - 5 常総学院                              | 3回戦                                          |
| 2008年（第90回大会）  | 関東一（東東京・14年ぶり4回目）                | 2回戦                                          | ○ 5 - 2 鳴門工                                 | 3回戦                                          |
| 2008年（第90回大会）  | 関東一（東東京・14年ぶり4回目）                | 3回戦                                          | ● 1 - 3 浦添商                                 | 3回戦                                          |
| 2008年（第90回大会）  | 日大鶴ヶ丘（西東京・18年ぶり2回目）            | 1回戦                                          | ● 1 - 14 鹿児島実                              | 初戦敗退                                       |
| 2009年（第91回大会）  | 帝京（東東京・2年ぶり11回目）                  | 2回戦                                          | ○ 5 - 1 敦賀気比                               | ベスト8                                        |
| 2009年（第91回大会）  | 帝京（東東京・2年ぶり11回目）                  | 3回戦                                          | ○ 4x - 3 九州国際大付                          | ベスト8                                        |
| 2009年（第91回大会）  | 帝京（東東京・2年ぶり11回目）                  | 準々決勝                                       | ● 3 - 6 県岐阜商                               | ベスト8                                        |
| 2009年（第91回大会）  | 日大三（西東京・4年ぶり13回目）                | 1回戦                                          | ○ 2 - 0 徳島北                                 | 2回戦                                          |
| 2009年（第91回大会）  | 日大三（西東京・4年ぶり13回目）                | 2回戦                                          | ● 2 - 3 東北                                   | 2回戦                                          |
| 2010年（第92回大会）  | 関東一（東東京・2年ぶり5回目）                 | 1回戦                                          | ○ 9 - 2 佐野日大                               | ベスト8                                        |
| 2010年（第92回大会）  | 関東一（東東京・2年ぶり5回目）                 | 2回戦                                          | ○ 11 - 4 遊学館                                | ベスト8                                        |
| 2010年（第92回大会）  | 関東一（東東京・2年ぶり5回目）                 | 3回戦                                          | ○ 10 - 6 早稲田実                              | ベスト8                                        |
| 2010年（第92回大会）  | 関東一（東東京・2年ぶり5回目）                 | 準々決勝                                       | ● 3 - 6 成田                                   | ベスト8                                        |
| 2010年（第92回大会）  | 早稲田実（西東京・4年ぶり28回目）              | 1回戦                                          | ○ 2 - 0 倉敷商                                 | 3回戦                                          |
| 2010年（第92回大会）  | 早稲田実（西東京・4年ぶり28回目）              | 2回戦                                          | ○ 21 - 6 中京大中京                            | 3回戦                                          |
| 2010年（第92回大会）  | 早稲田実（西東京・4年ぶり28回目）              | 3回戦                                          | ● 6 - 10 関東一                                | 3回戦                                          |
| 2011年（第93回大会）  | 帝京（東東京・2年ぶり12回目）                  | 1回戦                                          | ○ 8 - 7 花巻東                                 | 2回戦                                          |
| 2011年（第93回大会）  | 帝京（東東京・2年ぶり12回目）                  | 2回戦                                          | ● 3 - 5 八幡商                                 | 2回戦                                          |
| 2011年（第93回大会）  | 日大三（西東京・2年ぶり14回目）                | 1回戦                                          | ○ 14 - 3 日本文理                              | 優勝                                           |
| 2011年（第93回大会）  | 日大三（西東京・2年ぶり14回目）                | 2回戦                                          | ○ 11 - 8 開星                                  | 優勝                                           |
| 2011年（第93回大会）  | 日大三（西東京・2年ぶり14回目）                | 3回戦                                          | ○ 6 - 4 智弁和歌山                             | 優勝                                           |
| 2011年（第93回大会）  | 日大三（西東京・2年ぶり14回目）                | 準々決勝                                       | ○ 5 - 0 習志野                                 | 優勝                                           |
| 2011年（第93回大会）  | 日大三（西東京・2年ぶり14回目）                | 準決勝                                         | ○ 14 - 4 関西                                  | 優勝                                           |
| 2011年（第93回大会）  | 日大三（西東京・2年ぶり14回目）                | 決勝                                           | ○ 11 - 0 光星学院                              | 優勝                                           |
| 2012年（第94回大会）  | 成立学園（東東京・初出場）                     | 1回戦                                          | ● 0 - 3 東海大甲府                             | 初戦敗退                                       |
| 2012年（第94回大会）  | 日大三（西東京・2年連続15回目）                | 1回戦                                          | ● 1 - 2 聖光学院                               | 初戦敗退                                       |
| 2013年（第95回大会）  | 修徳（東東京・9年ぶり5回目）                   | 1回戦                                          | ○ 8 - 2 大分商                                 | 2回戦                                          |
| 2013年（第95回大会）  | 修徳（東東京・9年ぶり5回目）                   | 2回戦                                          | ● 5 - 6x 鳴門（延長10回）                      | 2回戦                                          |
| 2013年（第95回大会）  | 日大三（西東京・3年連続16回目）                | 2回戦                                          | ● 1 - 7 日大山形                               | 初戦敗退                                       |
| 2014年（第96回大会）  | 二松学舎大付（東東京・初出場）                 | 2回戦                                          | ○ 7 - 5 海星                                   | 3回戦                                          |
| 2014年（第96回大会）  | 二松学舎大付（東東京・初出場）                 | 3回戦                                          | ● 5 - 6x 沖縄尚学                              | 3回戦                                          |
| 2014年（第96回大会）  | 日大鶴ヶ丘（西東京・6年ぶり3回目）             | 1回戦                                          | ● 0 - 2 富山商                                 | 初戦敗退                                       |
| 2015年（第97回大会）  | 関東第一（東東京・5年ぶり6回目）               | 2回戦                                          | ○ 12 - 10 高岡商                               | ベスト4                                        |
| 2015年（第97回大会）  | 関東第一（東東京・5年ぶり6回目）               | 3回戦                                          | ○ 1x - 0 中京大中京                            | ベスト4                                        |
| 2015年（第97回大会）  | 関東第一（東東京・5年ぶり6回目）               | 準々決勝                                       | ○ 5 - 4 興南                                   | ベスト4                                        |
| 2015年（第97回大会）  | 関東第一（東東京・5年ぶり6回目）               | 準決勝                                         | ● 3 - 10 東海大相模                            | ベスト4                                        |
| 2015年（第97回大会）  | 早稲田実（西東京・5年ぶり29回目）              | 1回戦                                          | ○ 6 - 0 今治西                                 | ベスト4                                        |
| 2015年（第97回大会）  | 早稲田実（西東京・5年ぶり29回目）              | 2回戦                                          | ○ 7 - 6 広島新庄                               | ベスト4                                        |
| 2015年（第97回大会）  | 早稲田実（西東京・5年ぶり29回目）              | 3回戦                                          | ○ 8 - 4 東海大甲府                             | ベスト4                                        |
| 2015年（第97回大会）  | 早稲田実（西東京・5年ぶり29回目）              | 準々決勝                                       | ○ 8 - 1 九州国際大付                           | ベスト4                                        |
| 2015年（第97回大会）  | 早稲田実（西東京・5年ぶり29回目）              | 準決勝                                         | ● 0 - 7 仙台育英                               | ベスト4                                        |
| 2016年（第98回大会）  | 関東第一（東東京・2年連続7回目）               | 1回戦                                          | ● 1 - 2 広島新庄（延長12回）                   | 初戦敗退                                       |
| 2016年（第98回大会）  | 八王子（西東京・初出場）                       | 1回戦                                          | ● 1 - 7 日南学園                               | 初戦敗退                                       |
| 2017年（第99回大会）  | 二松学舎大付（東東京・3年ぶり2回目）           | 2回戦                                          | ○ 14 - 2 明桜                                  | 3回戦                                          |
| 2017年（第99回大会）  | 二松学舎大付（東東京・3年ぶり2回目）           | 3回戦                                          | ● 2 - 5 三本松                                 | 3回戦                                          |
| 2017年（第99回大会）  | 東海大菅生（西東京・17年ぶり3回目）            | 2回戦                                          | ○ 11 - 1 高岡商                                | ベスト4                                        |
| 2017年（第99回大会）  | 東海大菅生（西東京・17年ぶり3回目）            | 3回戦                                          | ○ 9 - 1 青森山田                               | ベスト4                                        |
| 2017年（第99回大会）  | 東海大菅生（西東京・17年ぶり3回目）            | 準々決勝                                       | ○ 9 - 1 三本松                                 | ベスト4                                        |
| 2017年（第99回大会）  | 東海大菅生（西東京・17年ぶり3回目）            | 準決勝                                         | ● 6 - 9 花咲徳栄（延長11回）                   | ベスト4                                        |
| 2018年（第100回大会） | 二松学舎大付（東東京・2年連続3回目）           | 2回戦                                          | ○ 5 - 2 広陵                                   | 3回戦                                          |
| 2018年（第100回大会） | 二松学舎大付（東東京・2年連続3回目）           | 3回戦                                          | ● 0 - 6 浦和学院                               | 3回戦                                          |
| 2018年（第100回大会） | 日大三（西東京・5年ぶり17回目）                | 1回戦                                          | ○ 16 - 3 折尾愛真                              | ベスト4                                        |
| 2018年（第100回大会） | 日大三（西東京・5年ぶり17回目）                | 2回戦                                          | ○ 8 - 4 奈良大付                               | ベスト4                                        |
| 2018年（第100回大会） | 日大三（西東京・5年ぶり17回目）                | 3回戦                                          | ○ 4 - 3 龍谷大平安                             | ベスト4                                        |
| 2018年（第100回大会） | 日大三（西東京・5年ぶり17回目）                | 準々決勝                                       | ○ 3 - 2 下関国際                               | ベスト4                                        |
| 2018年（第100回大会） | 日大三（西東京・5年ぶり17回目）                | 準決勝                                         | ● 1 - 2 金足農                                 | ベスト4                                        |
| 2019年（第101回大会） | 関東第一（東東京・3年ぶり8回目）               | 1回戦                                          | ○ 10 - 6 日本文理                              | ベスト8                                        |
| 2019年（第101回大会） | 関東第一（東東京・3年ぶり8回目）               | 2回戦                                          | ○ 6 - 5 熊本工                                 | ベスト8                                        |
| 2019年（第101回大会） | 関東第一（東東京・3年ぶり8回目）               | 3回戦                                          | ○ 7x - 6 鶴岡東（延長11回）                    | ベスト8                                        |
| 2019年（第101回大会） | 関東第一（東東京・3年ぶり8回目）               | 準々決勝                                       | ● 3 - 7 履正社                                 | ベスト8                                        |
| 2019年（第101回大会） | 國學院久我山（西東京・28年ぶり3回目）          | 1回戦                                          | ○ 7 - 5 前橋育英                               | 2回戦                                          |
| 2019年（第101回大会） | 國學院久我山（西東京・28年ぶり3回目）          | 2回戦                                          | ● 3 - 19 敦賀気比                              | 2回戦                                          |
| 2020年（第102回大会） | （新型コロナウイルス感染症流行による大会中止） | （新型コロナウイルス感染症流行による大会中止） | （新型コロナウイルス感染症流行による大会中止） | （新型コロナウイルス感染症流行による大会中止） |
| 2021年（第103回大会） | 二松学舎大付（東東京・3年ぶり4回目）           | 2回戦                                          | ○ 2 - 0 西日本短大付                           | 3回戦                                          |
| 2021年（第103回大会） | 二松学舎大付（東東京・3年ぶり4回目）           | 3回戦                                          | ● 4 - 6 京都国際（延長10回）                   | 3回戦                                          |
| 2021年（第103回大会） | 東海大菅生（西東京・4年ぶり4回目）             | 1回戦                                          | ● 4 - 7 大阪桐蔭（8回雨天コールド）            | 初戦敗退                                       |
| 2022年（第104回大会） | 二松学舎大付（東東京・2年連続5回目）           | 1回戦                                          | ○ 3x - 2 札幌大谷                              | 3回戦                                          |
| 2022年（第104回大会） | 二松学舎大付（東東京・2年連続5回目）           | 2回戦                                          | ○ 7 - 5 社                                     | 3回戦                                          |
| 2022年（第104回大会） | 二松学舎大付（東東京・2年連続5回目）           | 3回戦                                          | ● 0 - 4 大阪桐蔭                               | 3回戦                                          |
| 2022年（第104回大会） | 日大三（西東京・4年ぶり18回目）                | 1回戦                                          | ● 2 - 4 聖光学院                               | 初戦敗退                                       |
| 2023年（第105回大会） | 共栄学園（東東京・初出場）                     | 1回戦                                          | ● 3 - 9 聖光学院                               | 初戦敗退                                       |
| 2023年（第105回大会） | 日大三（西東京・2年連続19回目）                | 1回戦                                          | ○ 3 - 0 社                                     | 3回戦                                          |
| 2023年（第105回大会） | 日大三（西東京・2年連続19回目）                | 2回戦                                          | ○ 3 - 1 鳥栖工                                 | 3回戦                                          |
| 2023年（第105回大会） | 日大三（西東京・2年連続19回目）                | 3回戦                                          | ● 2 - 7 おかやま山陽                           | 3回戦                                          |
| 2024年（第106回大会） | 関東第一（東東京・5年ぶり9回目）               | 2回戦                                          | ○ 7 - 1 北陸                                   | 準優勝                                         |
| 2024年（第106回大会） | 関東第一（東東京・5年ぶり9回目）               | 3回戦                                          | ○ 3 - 2 明徳義塾                               | 準優勝                                         |
| 2024年（第106回大会） | 関東第一（東東京・5年ぶり9回目）               | 準々決勝                                       | ○ 2 - 1 東海大相模                             | 準優勝                                         |
| 2024年（第106回大会） | 関東第一（東東京・5年ぶり9回目）               | 準決勝                                         | ○ 2 - 1 神村学園                               | 準優勝                                         |
| 2024年（第106回大会） | 関東第一（東東京・5年ぶり9回目）               | 決勝                                           | ● 1 - 2 京都国際（延長10回TB)                  | 準優勝                                         |
| 2024年（第106回大会） | 早稲田実（西東京・9年ぶり30回目）              | 1回戦                                          | ○ 8 - 4 鳴門渦潮                               | 3回戦                                          |
| 2024年（第106回大会） | 早稲田実（西東京・9年ぶり30回目）              | 2回戦                                          | ○ 1x - 0 鶴岡東（延長10回TB）                  | 3回戦                                          |
| 2024年（第106回大会） | 早稲田実（西東京・9年ぶり30回目）              | 3回戦                                          | ● 2 - 3x 大社（延長11回TB）                    | 3回戦                                          |
| 2025年（第107回大会） | 関東第一（東東京・2年連続10回目）              | 2回戦                                          | 〇 6 - 1 中越                                  | ベスト8                                        |
| 2025年（第107回大会） | 関東第一（東東京・2年連続10回目）              | 3回戦                                          | ○ 4 - 1 創成館                                 | ベスト8                                        |
| 2025年（第107回大会） | 関東第一（東東京・2年連続10回目）              | 準々決勝                                       | ● 3 - 5 日大三                                 | ベスト8                                        |
| 2025年（第107回大会） | 日大三（西東京・2年ぶり20回目）                | 2回戦                                          | ○ 3 - 2 豊橋中央                               |                                                |
| 2025年（第107回大会） | 日大三（西東京・2年ぶり20回目）                | 3回戦                                          | ○ 9 - 4 高川学園                               |                                                |
| 2025年（第107回大会） | 日大三（西東京・2年ぶり20回目）                | 準々決勝                                       | ○ 5 - 3 関東第一                               |                                                |
| 2025年（第107回大会） | 日大三（西東京・2年ぶり20回目）                | 準決勝                                         | - 県岐阜商                                     |                                                |

## 通算成績
第107回大会準々決勝終了時
| 出場 | 試合 | 勝利 | 敗戦 | 引分 | 勝率 | 優勝 | 準優勝 | ベスト4 | ベスト8 |
| ---- | ---- | ---- | ---- | ---- | ---- | ---- | ------ | ------- | ------- |
| 156  | 345  | 197  | 147  | 1    | .573 | 7    | 4      | 11      | 30      |

## 学校別成績
| 校名         | 出場 | 勝敗        | 直近出場 | 最高成績 | 前身校       |
| ------------ | ---- | ----------- | -------- | -------- | ------------ |
| 早稲田実     | 30回 | 45勝29敗1分 | 2024年   | 優勝1回  |              |
| 日大三       | 20回 | 32勝17敗    | 2025年   | 優勝2回  | 日大三中     |
| 帝京         | 12回 | 30勝10敗    | 2011年   | 優勝2回  |              |
| 関東第一     | 10回 | 20勝10敗    | 2025年   | 準優勝   |              |
| 慶応         | 9回  | 8勝7敗      | 1949年   | 優勝1回  | 慶応普通部   |
| 日大一       | 8回  | 4勝8敗      | 1988年   | 3回戦    |              |
| 二松学舎大付 | 5回  | 6勝5敗      | 2022年   | 3回戦    |              |
| 修徳         | 5回  | 6勝5敗      | 2013年   | ベスト8  |              |
| 創価         | 5回  | 5勝5敗      | 2007年   | ベスト8  |              |
| 堀越         | 5回  | 2勝5敗      | 1997年   | 2回戦    |              |
| 桜美林       | 4回  | 8勝3敗      | 2002年   | 優勝1回  |              |
| 日大二       | 4回  | 4勝4敗      | 1982年   | ベスト8  |              |
| 東海大菅生   | 4回  | 4勝4敗      | 2021年   | ベスト4  |              |
| 慶応二       | 4回  | 1勝4敗      | 1947年   | 2回戦    | 慶応商工     |
| 東亜学園     | 3回  | 5勝3敗      | 1989年   | ベスト4  |              |
| 明治         | 3回  | 4勝3敗      | 1958年   | ベスト4  |              |
| 日大鶴ヶ丘   | 3回  | 2勝3敗      | 2014年   | ベスト8  |              |
| 國學院久我山 | 3回  | 1勝3敗      | 2019年   | 2回戦    |              |
| 城西         | 2回  | 4勝2敗      | 1979年   | ベスト8  |              |
| 法政         | 2回  | 2勝2敗      | 1984年   | 3回戦    | 法政一       |
| 城東         | 2回  | 0勝2敗      | 2001年   | 初戦敗退 |              |
| 筑波大付     | 1回  | 2勝1敗      | 1946年   | ベスト4  | 東京高師付中 |
| 日大豊山     | 1回  | 1勝1敗      | 2000年   | 3回戦    |              |
| 国士舘       | 1回  | 1勝1敗      | 2005年   | 2回戦    |              |
| 日大桜丘     | 1回  | 0勝1敗      | 1972年   | 初戦敗退 |              |
| 佼成学園     | 1回  | 0勝1敗      | 1974年   | 初戦敗退 |              |
| 日体大荏原   | 1回  | 0勝1敗      | 1976年   | 初戦敗退 | 日体荏原     |
| 国立         | 1回  | 0勝1敗      | 1980年   | 初戦敗退 |              |
| 正則学園     | 1回  | 0勝1敗      | 1986年   | 初戦敗退 |              |
| 岩倉         | 1回  | 0勝1敗      | 1997年   | 初戦敗退 |              |
| 雪谷         | 1回  | 0勝1敗      | 2003年   | 初戦敗退 |              |
| 成立学園     | 1回  | 0勝1敗      | 2012年   | 初戦敗退 |              |
| 八王子       | 1回  | 0勝1敗      | 2016年   | 初戦敗退 |              |
| 共栄学園     | 1回  | 0勝1敗      | 2023年   | 初戦敗退 |              |